# Бігоща
Бігоща (рос. Бегоща) — село в Рильському районі Курської області Російської Федерації.
Населення становить 218 осіб. Входить до складу муніципального утворення Нехаєвська сільрада.

## Історія
Населений пункт розташований на території українського етнічного та культурного краю Східна Слобожанщина.
Від 2004 року входить до складу муніципального утворення Нехаєвська сільрада.

## Населення
| 2002 | 2010 |
| ---- | ---- |
| 351  | ↘218 |